# バラパラ
『バラパラ』とは、フジテレビ系列で1998年10月 - 2012年9月の毎週月曜から木曜の23:00 - 23:30（JST）の枠で放送されていたバラエティ番組枠の総称で、バラエティーパラダイス（variety paradise）の略語。

## 概要
フジテレビ系列は、長年月曜から木曜の23時台は報道枠とスポーツ枠に当てていたが、1998年10月の秋季編成以後、「深夜のゴールデンタイム」を目指す発想から、報道番組『ニュースJAPAN』の放送開始を20分繰り下げて、23時から23時20分の枠に日替わりでバラエティ番組を編成することになった。これには先行してこの時間帯にバラエティ番組ゾーンを編成し、新しい視聴者層の開拓に成功した『ネオバラエティ』（テレビ朝日）の影響が大きい。その後、2000年4月の春季編成から更に10分延長し30分枠に拡大した。その際、月曜以外の番組は、全て入れ替えた。
代表的なバラエティ番組として『あいのり』、『ジャンクSPORTS』、『はねるのトびら』、『笑う犬の生活-YARANEVA!!-』、『VivaVivaV6』、『ココリコミラクルタイプ』、『ネプリーグ』、『タモリのジャポニカロゴス』等があり、後に『ジャンクSPORTS』、『はねるのトびら』、『ネプリーグ』、『ココリコミラクルタイプ』のようにゴールデンやプライム枠に進出した番組もある。一方で、番組によって視聴率の差が激しく、高視聴率を記録した番組（概ね10%超）は前述のようにゴールデンタイム・プライムタイムへ移動、低い番組（7 - 8%前後）は半年から1年で打ち切られるため、番組の入れ替わりが比較的激しい。
中でも『JAPANロッケフェスティバル』は、『バラパラ』枠史上最短の3ヶ月（全10回）で打ち切りとなった。そのような中で水・木曜枠は平均9%前後と安定した視聴率を記録しているため、2012年まで昇格・打ち切りもなく長期間同じ番組の放送が続いている。ただし、2011年には『その顔が見てみたい』が平均視聴率8%台前半ながら『バラパラ』枠昇格後3ヵ月でゴールデンタイムへの昇格が決定するケースも出てきている（2011年4月 - ゴールデン昇格発表時までの期間、ビデオリサーチ社調べ）。しかし、2012年2月3日に終了。
なお、金曜日にも23時台にバラエティ番組を編成していたが、『バラパラ』枠には含まれなかった。
当初はフジテレビ製作の番組のみ放送されていたが、2005年4月度の改編で、土曜日23時台の枠（現・『さんまのお笑い向上委員会』）と製作局を入れ替える形で、関西テレビ放送がそれ以後週1回の番組の製作に参加するようになった。
2012年10月8日からは、新帯番組枠「COOL TV」にリニューアルした。これに伴い、火曜日の『キャサリン』（関西テレビ制作）は『キャサリン三世』にリニューアルして継続したが、他の曜日の番組は全て入れ替え、さらに金曜日も『COOL TV』に編入した。

## 終了時点の番組
| 曜日   | 番組名                                     | MC                                                                                               | 放送期間                       | 備考 |
| ------ | ------------------------------------------ | ------------------------------------------------------------------------------------------------ | ------------------------------ | --- |
| 月曜日 | 世界行ってみたらホントはこんなトコだった!? | 雨上がり決死隊 高島彩                                                                            | 2011年10月17日 - 2012年9月24日 | 週により、前続の『月9ドラマ』または 『SMAP×SMAP』（カンテレ・フジテレビ共同制作） が放送枠拡大時は繰り下げて放送された。                                              |
| 火曜日 | キャサリン                                 | 観月ありさ 又吉直樹（ピース） きゃりーぱみゅぱみゅ                                               | 2012年4月17日 - 9月11日        | 週により、前続の『火9』または 『火10』（関西テレビ制作）の各ドラマ が放送枠拡大時は繰り下げて放送された。 ※長年フジテレビ制作枠だったが、終了時点は関西テレビ制作枠。 |
| 水曜日 | おノロケ                                   | 後藤輝基（フットボールアワー） ハイヒールリンゴ（ハイヒール） 生田竜聖（フジテレビアナウンサー） | 2012年4月18日 - 9月19日        | |
| 木曜日 | 5LDK                                       | TOKIO                                                                                            | 2008年10月9日 - 2012年9月20日  | 週により、前続の『木曜劇場』が放送枠拡大時は繰り下げて放送された。 |

## 番組の移り変わり
| 放送期間 | 放送期間 | 月曜日                                      | 火曜日                            | 水曜日                                | 木曜日                  |
| -------- | -------- | ------------------------------------------- | --------------------------------- | ------------------------------------- | ----------------------- |
| 1998.10  | 1999.03  | 西村雅彦のさよなら20世紀                    | TOKIOのな・り・ゆ・き!!           | 笑う犬の生活 -YARANEBA!!-             | 江角マキコの恋愛の科学  |
| 1999.04  | 1999.09  | 恋愛の家庭教師                              | これがキャイ～ンだろ!?            | 笑う犬の生活 -YARANEBA!!-             | TOKIOのな・り・ゆ・き!! |
| 1999.10  | 2000.03  | あいのり                                    | これがキャイ～ンだろ!?            | すけスケシルバ                        | V6の素                  |
| 2000.04  | 2000.09  | あいのり                                    | ジャンクSPORTS                    | Music Museum                          | マッハブイロク          |
| 2000.10  | 2001.03  | あいのり                                    | ジャンクSPORTS                    | Music Museum                          | お笑いV6病棟!           |
| 2001.04  | 2002.03  | あいのり                                    | ジャンクSPORTS                    | ココリコミラクルタイプ                | VivaVivaV6              |
| 2002.04  | 2002.09  | あいのり                                    | ジャンクSPORTS                    | プチマリッジ                          | VivaVivaV6              |
| 2002.10  | 2003.03  | あいのり                                    | ジャンクSPORTS                    | HR 本番組のみドラマ                   | VivaVivaV6              |
| 2003.04  | 2003.12  | あいのり                                    | ジャンクSPORTS                    | ネプリーグ ここまでフジテレビ製作     | VivaVivaV6              |
| 2004.01  | 2005.03  | あいのり                                    | はねるのトびら                    | ネプリーグ ここまでフジテレビ製作     | VivaVivaV6              |
| 2005.04  | 2005.09  | あいのり                                    | はねるのトびら                    | 空飛ぶグータン ここから関西テレビ製作 | VivaVivaV6              |
| 2005.10  | 2006.03  | あいのり                                    | タモリのジャポニカロゴス          | 空飛ぶグータン ここから関西テレビ製作 | VivaVivaV6              |
| 2006.04  | 2008.09  | あいのり                                    | タモリのジャポニカロゴス          | グータンヌーボ ここまで関西テレビ製作 | VivaVivaV6              |
| 2008.10  | 2009.03  | あいのり                                    | ペケ×ポン                         | グータンヌーボ ここまで関西テレビ製作 | 5LDK                    |
| 2009.04  | 2009.09  | 桑田佳祐の音楽寅さん                        | 人志松本の○○な話                  | グータンヌーボ ここまで関西テレビ製作 | 5LDK                    |
| 2009.10  | 2010.03  | ホンマでっか!?TV                            | 人志松本の○○な話                  | グータンヌーボ ここまで関西テレビ製作 | 5LDK                    |
| 2010.04  | 2010.09  | ホンマでっか!?TV                            | うわさ体感バラエティ くちこみっ   | グータンヌーボ ここまで関西テレビ製作 | 5LDK                    |
| 2010.10  | 2010.12  | JAPANロッケフェスティバル                   | ニッポン インポッシブル           | グータンヌーボ ここまで関西テレビ製作 | 5LDK                    |
| 2011.01  | 2011.03  | ほこ×たて                                   | ニッポン インポッシブル           | グータンヌーボ ここまで関西テレビ製作 | 5LDK                    |
| 2011.04  | 2011.06  | ほこ×たて                                   | その顔が見てみたい                | グータンヌーボ ここまで関西テレビ製作 | 5LDK                    |
| 2011.07  | 2011.09  | ほこ×たて                                   | キカナイト ここまでフジテレビ製作 | グータンヌーボ ここまで関西テレビ製作 | 5LDK                    |
| 2011.10  | 2012.03  | 世界行ってみたら ホントはこんなトコだった!? | キカナイト ここまでフジテレビ製作 | グータンヌーボ ここまで関西テレビ製作 | 5LDK                    |
| 2012.04  | 2012.09  | 世界行ってみたら ホントはこんなトコだった!? | キャサリン 末期は関西テレビ製作   | おノロケ 末期はフジテレビ製作         | 5LDK                    |

## ネット局
| 放送対象地域  | 放送局                  | 系列           | 放送日時                  | ネット状況                        |
| ------------- | ----------------------- | -------------- | ------------------------- | --------------------------------- |
| 関東広域圏    | フジテレビ(CX)          | フジテレビ系列 | 月曜 - 木曜 23:00 - 23:30 | 制作局 （月曜版・水曜版・木曜版） |
| 近畿広域圏    | 関西テレビ(KTV)         | フジテレビ系列 | 月曜 - 木曜 23:00 - 23:30 | 制作局 （火曜版）                 |
| 北海道        | 北海道文化放送(uhb)     | フジテレビ系列 | 月曜 - 木曜 23:00 - 23:30 | 同時ネット                        |
| 岩手県        | 岩手めんこいテレビ(mit) | フジテレビ系列 | 月曜 - 木曜 23:00 - 23:30 | 同時ネット                        |
| 宮城県        | 仙台放送(OX)            | フジテレビ系列 | 月曜 - 木曜 23:00 - 23:30 | 同時ネット                        |
| 秋田県        | 秋田テレビ(AKT)         | フジテレビ系列 | 月曜 - 木曜 23:00 - 23:30 | 同時ネット                        |
| 山形県        | さくらんぼテレビ(SAY)   | フジテレビ系列 | 月曜 - 木曜 23:00 - 23:30 | 同時ネット                        |
| 福島県        | 福島テレビ(FTV)         | フジテレビ系列 | 月曜 - 木曜 23:00 - 23:30 | 同時ネット                        |
| 新潟県        | 新潟総合テレビ(NST)     | フジテレビ系列 | 月曜 - 木曜 23:00 - 23:30 | 同時ネット                        |
| 長野県        | 長野放送(NBS)           | フジテレビ系列 | 月曜 - 木曜 23:00 - 23:30 | 同時ネット                        |
| 静岡県        | テレビ静岡(SUT)         | フジテレビ系列 | 月曜 - 木曜 23:00 - 23:30 | 同時ネット                        |
| 富山県        | 富山テレビ(BBT)         | フジテレビ系列 | 月曜 - 木曜 23:00 - 23:30 | 同時ネット                        |
| 石川県        | 石川テレビ(ITC)         | フジテレビ系列 | 月曜 - 木曜 23:00 - 23:30 | 同時ネット                        |
| 福井県        | 福井テレビ(FTB)         | フジテレビ系列 | 月曜 - 木曜 23:00 - 23:30 | 同時ネット                        |
| 中京広域圏    | 東海テレビ(THK)         | フジテレビ系列 | 月曜 - 木曜 23:00 - 23:30 | 同時ネット                        |
| 鳥取県 島根県 | 山陰中央テレビ(TSK)     | フジテレビ系列 | 月曜 - 木曜 23:00 - 23:30 | 同時ネット                        |
| 岡山県 香川県 | 岡山放送(OHK)           | フジテレビ系列 | 月曜 - 木曜 23:00 - 23:30 | 同時ネット                        |
| 広島県        | テレビ新広島(TSS)       | フジテレビ系列 | 月曜 - 木曜 23:00 - 23:30 | 同時ネット                        |
| 愛媛県        | テレビ愛媛(EBC)         | フジテレビ系列 | 月曜 - 木曜 23:00 - 23:30 | 同時ネット                        |
| 高知県        | 高知さんさんテレビ(KSS) | フジテレビ系列 | 月曜 - 木曜 23:00 - 23:30 | 同時ネット                        |
| 福岡県        | テレビ西日本(TNC)       | フジテレビ系列 | 月曜 - 木曜 23:00 - 23:30 | 同時ネット                        |
| 佐賀県        | サガテレビ(STS)         | フジテレビ系列 | 月曜 - 木曜 23:00 - 23:30 | 同時ネット                        |
| 長崎県        | テレビ長崎(KTN)         | フジテレビ系列 | 月曜 - 木曜 23:00 - 23:30 | 同時ネット                        |
| 熊本県        | テレビくまもと(TKU)     | フジテレビ系列 | 月曜 - 木曜 23:00 - 23:30 | 同時ネット                        |
| 鹿児島県      | 鹿児島テレビ(KTS)       | フジテレビ系列 | 月曜 - 木曜 23:00 - 23:30 | 同時ネット                        |
| 沖縄県        | 沖縄テレビ(OTV)         | フジテレビ系列 | 月曜 - 木曜 23:00 - 23:30 | 同時ネット                        |

- 2005年4月からは枠交換により、水曜日はカンテレの制作枠になり、月曜日は2011年10月から、火曜日は2010年10月からフジテレビは企画制作となり番組制作会社が制作著作扱いとなる枠になっている。（フジテレビ系のドラマにおいても、共同テレビジョンが製作にかかわる番組は、2010年10月以後、共同制作という形での表示ではなく、共同テレビジョンが「制作・著作」、制作局は「制作」のみのクレジットで表示されている）
- なお、2012年度（4月）から、カンテレ製作の枠は火曜日に移動している。
- フジテレビ系列の全国ネットであるが、クロスネット局のテレビ大分とテレビ宮崎は同時間帯は『news zero』（日本テレビ制作、NNN最終ニュース枠）を放送のため同時ネットを行っていない。別枠にて遅れネットあるいは不定期に放送されている。

## ゴールデン・プライムタイムに昇格した番組
2022年4月期現在放送中（放送予定含む）
- ネプリーグ（2005年4月に月曜19時枠に昇格[4]）
- ホンマでっか!?TV（2010年10月に水曜21時枠に昇格）
- ジャンクSPORTS（2004年1月に日曜20時枠に昇格。2010年3月に一旦番組終了し、以後は単発特番として放送してきたが、2018年1月に日曜19時枠で放送再開）

以前
- 笑う犬の生活-YARANEBA!!-（1999年10月に「笑う犬の冒険-SILLY GO LUCKY!-」に改題して日曜20時枠に昇格。その後タイトル変更や枠移動を経て、2003年12月に番組終了。以降は単発特番として放送）
- これがキャイ〜ンだろ!?（2000年4月に「100%キャイ〜ン!」に改題して水曜19時枠に昇格。その後、土曜18時30分スタートの「もしもツアーズ」に改題）
- ココリコミラクルタイプ（2002年4月に水曜22時「水10!」枠に昇格。2007年9月に番組終了）
- はねるのトびら（2005年10月に水曜20時枠に昇格。2012年9月に番組終了）
- ペケ×ポン（2009年4月に金曜19時枠に昇格。2015年4月に「ペケポンプラス」に改題して火曜19時枠に移動後、2016年3月に番組終了。フジテレビ系列一部地域は遅れネット）
- 人志松本の○○な話（2010年5月に土曜19時枠に昇格。同10月に金曜23時枠に移動後、2012年3月に番組終了。以降は単発特番として放送）
- その顔が見てみたい（2011年7月に金曜20時枠に昇格。2012年2月に番組終了）
- ほこ×たて（2011年10月に日曜19時枠に昇格。2013年10月に打ち切り終了）
- 世界行ってみたらホントはこんなトコだった!?（2013年1月から3月までの期間限定で水曜20時枠に昇格。2013年10月に再び水曜20時枠に昇格し、2015年4月に火曜20時枠に移動後、2015年9月に番組終了）

## その他枠移動した番組

### 当枠から他枠へ
- VivaVivaV6 - 2008年10月に金曜23:00 - 23:30枠へ移動。
- キカナイト - 2012年4月に『キカナイトF』に改題し、金曜23:00 - 23:30枠へ移動。

### 他枠から当枠へ
- Music Museum - 2000年4月に『MUSIC HAMMER』から改題し、日曜13:30 - 14:00枠から移動。
- はねるのトびら - 2004年1月に火曜（月曜深夜）00:35 - 00:58枠から移動。
- 空飛ぶグータン〜自分探しバラエティ〜 - 2005年4月に『グータン〜自分探しバラエティ〜』から改題し、土曜23:00 - 23:30枠から移動。
- ペケ×ポン - 2008年10月に『ペケ×ポン ゴールデンプランズ』から改題し、水曜（火曜深夜）0:45 - 1:08枠から移動。
- その顔が見てみたい - 2008年10月に木曜（水曜深夜）0:45 - 1:10枠から移動。

### 当枠内
- TOKIOのな・り・ゆ・き!! - 1999年4月に火曜枠から木曜枠へ移動。

## 4夜連続特番
バラパラが30分に拡大した2000年以降、毎年2月中旬から3月上旬のどこか1週は通常番組を休止し、4夜連続の特別番組（バラエティ番組・テレビドラマ）が放送される。その場合の放送時間は、通常の時間より15分拡大した23:00 - 23:45（JST）の放送となる。また、春・秋の改編期や年末年始においても、21時台や22時台から続く特別番組編成により休止の場合がある（バラパラで放送中の番組自体が21時台や22時台から時間を拡大した特番を組むこともある）。

### 主たるもの
- FNSサイエンススペシャル タモリの未来予測TV（2003年2月24日 - 2月27日）

#### 4夜連続ドラマ以後
- 翼の折れた天使たち（2006年・2007年　1回ずつ読みきり）
- 一瞬の風になれ（2008年　4回連続）
- 血液型別オンナが結婚する方法♪（2009年　1回ずつ読みきり）
- 卒うた（2010年　1回ずつ読みきりだが、4回のストーリーを仕切るストーリーテラー的な人物がいる）
- プロポーズ兄弟〜生まれ順別 男が結婚する方法〜（2011年　同上）
- 4夜連続ドラマ O-PARTS〜オーパーツ〜（2012年　4回連続）

## 備考
- 本枠の開始に伴い、後続番組『ニュースJAPAN』のジャンクションが全曜日（本枠を放送しない金曜含む）フジテレビ送出となり、生放送となった（それ以前は月曜日と火曜日の22時枠が関西テレビ制作枠[5]のため、関西テレビ送出・撮って出しだった）。
- 2003年 - 2009年、2011年は、12月第1水曜日に『FNS歌謡祭』が毎年、19:00 - 23:18まで生放送されていた関係でその日の「バラパラ」は放送を休止していた（1998年 - 2002年は12月第1木曜日に生放送。年によってはその日の放送時間が繰り下げとなっていた。2010年は放送日が12月の第1土曜日に移動した）。「バラパラ」の休止は春・秋・前述の『FNS歌謡祭』・年末年始の改編期、および前述「4夜連続特番」期間中のみとなっている。また、21時台と22時台に放送されている連続ドラマの初回と最終回、『SMAP×SMAP』のスペシャルなどが放送枠を拡大する場合には放送時間が繰り下げとなった。
- 提供クレジットは番組によって一部スポンサーを対象にカラー表示になっていた。
- 特番でこの枠のスポンサーが入るときも同様だが、カラー表示されない。また、同枠を同時ネットしていない地域では、同時ネットの特番編成で、同枠と『スリルな夜』および『土曜ドラマ』のスポンサーがあるとき、下面表示のときは画面の下半分が隠され、全面表示のときは静止画やその他の画面に強制的に差し替えられる。稀に特番編成で、スポンサーセールスの時間帯が移動することがあった。
- 提供読みはエンディング時のみに行われ、オープニング時は提供クレジットは画面下部に小さく表示されるのみで提供読みは行われていなかったが、水曜日は関西テレビ制作枠に切替以降、木曜日は『5LDK』以降、さらに月曜日は『桑田佳祐の音楽寅さん』以降、火曜日は『うわさ体感バラエティ くちこみっ』以降からオープニングの提供読みが行われるようになった。（ちなみに金曜日は『理由ある太郎』まではオープニングの提供読みは行われていたが、木曜日から枠移動した『VivaVivaV6』はオープニング時は提供クレジットは画面右下に小さく表示されるのみで提供読みを行っていなかったが、『恋するTV すごキュン』以降再びオープニングの提供読みが行われるようになった）。